# Repcedarázs
A repcedarázs (Athalia rosae) a hártyásszárnyúak (Hymneoptera) rendjébe, ezen belül a valódi levéldarazsak (Tenthredinidae) családjába tartozó faj. A lárvák a káposztafélék családjába tartozó növényekkel táplálkoznak, az imágók nektárral.
A testvér-testvér párosítások után diploid hímek és nőstények keletkeznek. Ez eltér a normál haplodiploid hymenopteráktól, és egy további, triploid hímeket eredményező keresztezés bizonyítékot szolgál arra, hogy a nemi meghatározottságot egyetlen lókusz szabályozza. A repcedarázsról megállapították, hogy számos rovarhoz hasonlóan a lárvastádiumban glükozinolátokat szekvenálnak. Kimutatták, hogy a különböző glükozinolátok eltávolítása csökkenti a gazdanövényekkel szembeni érzékenységet a későbbi kifejlett stádiumokban. Ez arra utalhat, hogy ezek a vegyületek fontos szerepet játszanak a jövőbeli gazdanövényekhez való alkalmazkodásában. Mivel jelenleg nincs primitív hymenoptera, a repcedarazsat genomszekvenálásban használják. Ez a tervezett i5K, azaz az 5000 rovar genomjának 5 év alatt történő szekvenálására irányuló törekvés része.

## Előfordulása
Európában a leggyakoribb, de Ázsiában és Észak-Amerikában is dokumentálva vannak.[pontosabban?]

## Megjelenése
A lárvájuk 18−25 mm hosszú. Kifejletten 7−8 mm hosszú, feltűnő narancssárga teste és fekete feje van. Az Athalia fajok közül a legnagyobb, és az egyetlen, amelyiknek a scutumja sakktáblás mintázatú, az elülső és hátsó lebenyek narancssárgák, az oldalsó lebenyek pedig főként feketék. Minden tibia a csúcsán fekete.